# La Mothe-Achard
La Mothe-Achard è un comune francese di 2 599 abitanti situato nel dipartimento della Vandea nella regione dei Paesi della Loira.

## Società

### Evoluzione demografica
Abitanti censiti